# Джаяркот (район)
Джаяркот (непальск. जाजरकोट जिल्ला) — один из 75 районов Непала. Входит в состав зоны Бхери, которая, в свою очередь, входит в состав Среднезападного региона страны.
На западе граничит с районом Дайлекх, на севере и северо-западе — с районами Каликот, Джумла и Долпа зоны Карнали, на востоке — с районами Сальян и Рукум зоны Рапти и на юге — с районом Суркхет. Площадь района — 2230 км². Административный центр — город Джаяркот.
Население по данным переписи 2011 года составляет 171 304 человека, из них 85 537 мужчин и 85 767 женщин. По данным переписи 2001 года население насчитывало 134 868 человек.